# یونو
یونو یا جونو (به لاتین: Iūno) الهه در دین رومی محافظ و مشاور ویژه دولت بود. او مشابه هرا، ملکه خدایان در اسطوره‌شناسی یونانی و الهه عشق و ازدواج بود. او دختر ساترن، خواهر و همسر ژوپیتر و مادر مارس، ولکان، بلونا و یوونتاس بود. حیوان مقدس او مانند هرا طاووس بود. در تمدن اتروسک همتای او یونی (اسطوره) بود و گفته می‌شد که او نیز مراقب زنان روم بود. به عنوان خدای سرپرست رم و امپراتوری روم، یونو Regina («ملکه») نامیده می‌شد و عضوی از سه‌گانه کاپیتولین همچنین شامل ژوپیتر و مینرو، الهه خرد، با مرکزیت تپه کاپیتولین در رم بود.
ملکه آسمان و ایزدبانوی زنان جهان در اساطیر روم باستان بوده‌است. وی در عین حال الهه ازدواج و زناشوئی و الهه مادری نیز به‌شمار می‌آمد. او همسان هرا در اساطیر یونانی است. ماه ژوئن در تقویم میلادی نام خود را از او گرفته‌است.
او را همیشه نمونه کامل یک همسر خردمند و وفادار می‌شمردند، بر پیشانی او به‌طور عادت تاج زیبائی نهاده شده بود و بر تن جامه‌ای بلند داشت که همه اندامش را پوشانده بود.
عصای جواهرنشان که فاخته کوچکی بر بال‌های آن بود در یک دست و اناری که در یونان نماد عشق زن و شوهری و تولید مثل بود در دست دیگر داشت.
نیایشگاه‌هایی که برای پرستش این ایزدبانو ساخته می‌شده، همیشه در بلندی‌ها قرار داشت که معروفترین آنها در کوسی بود.

## در انئید
در انئید یونو یک الهه، همسر ژوپیتر و در نتیجه ملکه خدایان است. او عاشق ملکه دیدو و کارتاژ است و به عنوان حامی آن شهر عمل می‌کند. او همچنین مردم لاتین و تورنوس را دوست دارد. (در زمان ویرژیل، او به عنوان الهه حامی امپراتوری روم پرستش می‌شد) او اغلب پیام آور خود، آیریس، الههٔ رنگین‌کمان را برای رسیدگی به امور روی زمین می‌فرستد. یونو آنتاگونیست اصلی آئنیاس در سراسر انئید است. او به دلایل شخصی و نسبتاً کوچک از تروجان‌ها متنفر است، از جمله این واقعیت که تروجان‌ها گانیمده و پاریس زمانی غرور او را آزرده کرده بودند. او یک نیروی خشمگین، مغرور و شریر است که به‌طور خستگی ناپذیر آئنیاس و تروجان‌ها را آزار می‌دهد، حتی اگر می‌داند که در نهایت نمی‌تواند آنها را از دستیابی به سرنوشتشان بازدارد.